# Les Courants de l'espace (Murail)
Pour les articles homonymes, voir Les Courants de l'espace.
Les Courants de l'espace est une œuvre pour ondes Martenot et petit orchestre de Tristan Murail, composée en 1979.

## Histoire
Cette œuvre est une commande de l'état français. Tristan Murail la considère comme : 

« avant tout une étude sur le timbre, ses transformations, son inscription dans le temps.
Il s'agit peut-être d'une de mes pièces les plus expérimentales, en ce sens que j'y ai tenté de très nombreuses combinaisons harmoniques et orchestrales, reposant sur de nouvelles conceptions de l'univers sonore. »

La présence des ondes Martenot comme instrument est essentielle à cette recherche de musique spectrale. Le son en est transformé à l'aide d'un dispositif électronique comportant des modulateurs en anneau. Pour le compositeur, « Ces appareils permettent d'engendrer des spectres complexes à partir de sons élémentaires simples ». 
Composée en 1979, elle est créée le 20 décembre 1980 par Jeanne Loriod et l'Orchestre national de Radio-France dirigé par Yves Prin.
Pour le compositeur anglais Julian Anderson, « Ces complexes sonores sont à mi-chemin entre harmonie et timbre, ambiguïté sur laquelle la pièce jour constamment. »